# الكاريكاتير خلال ثورة 17 فبراير
كانت ثورة 17 فبراير (أو ما يُطلق عليها الحرب الأهلية الليبية) جزءًا من موجة الاحتجاجات التي بدأت في أواخر عام 2010 واندلعت في العالم العربي بشمال إفريقيا والشرق الأوسط، ويشار إليها باسم «الربيع العربي».
وقد تحولت الثورة في ليبيا إلى صراع مسلح وحرب أهلية. وانتهت تلك الحرب بأسر الزعيم الليبي معمر القذافي، وقتله في 20 أكتوبر 2011. وقد زين الهجاء والسخرية الفنية من الزعيم الليبي سيئ السمعة شوارع ليبيا وجدرانها وأرضيتها.

## تعظيم القذافي لشخصيته

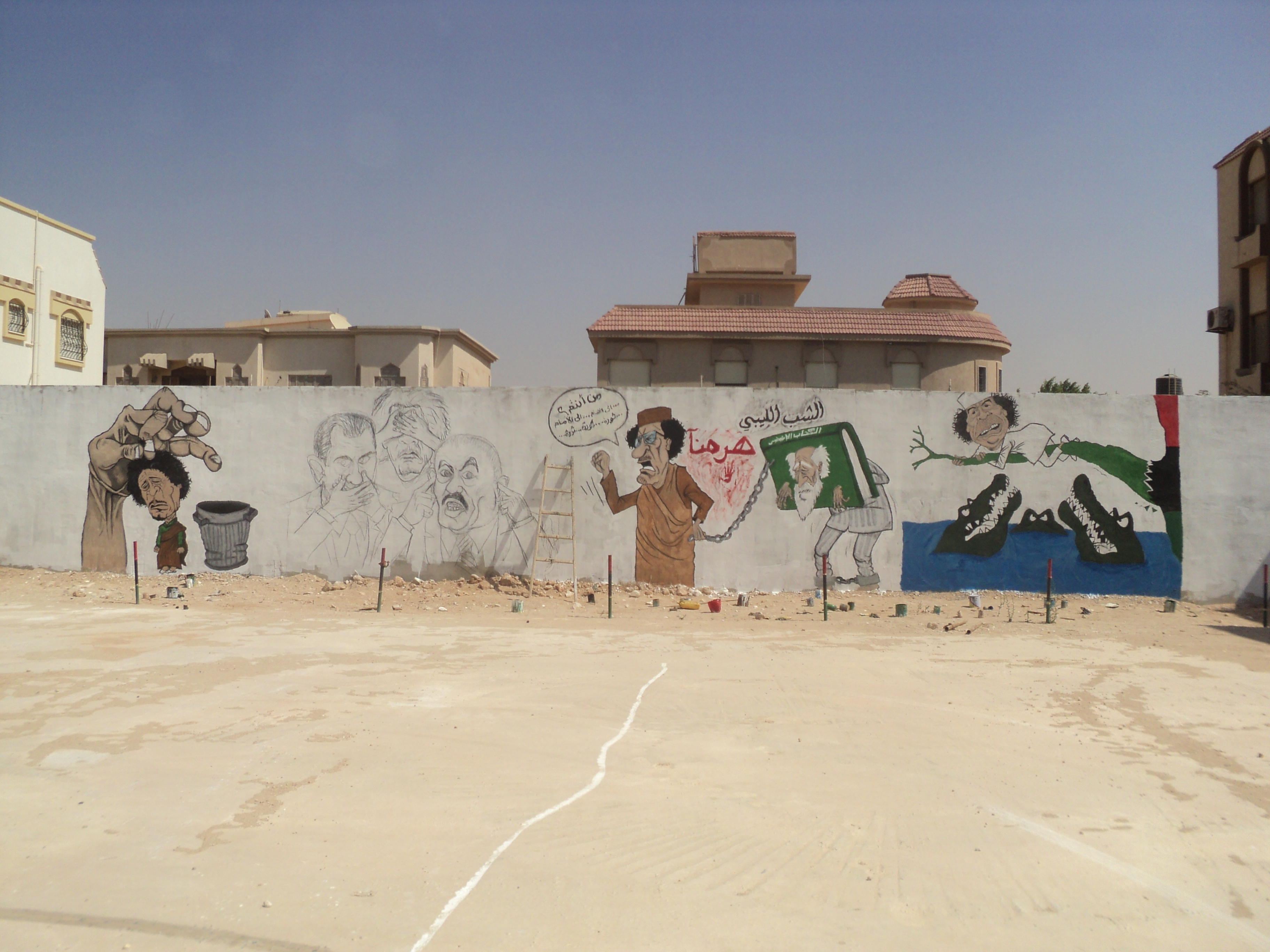
كاريكاتور للقذافي في مدينة بنغازي.

طوال فترة حكمه التي استمرت حوالي 42 عامًا، ابتكر القذافي نوعًا من أنواع العبادة لشخصه مماثلة للمظاهر التاريخية الأخرى المتعلقة بالإخلاص الشديد والولاء لزعيم قوي.
وقد برزت مظاهر تعظيم زعامة القذافي في مجموعة واسعة ومتنوعة من الصور والموضوعات التي أقرها النظام، بما في ذلك الطوابع البريدية وساعات المعصم والملصقات والسجاد والبطاقات البريدية وأدوات أخرى.

## الكاريكاتير كسلاح اجتماعي
في استكشاف للتاريخ وأهمية الكاريكاتير، قال المؤرخ الفني جومبريتش والمحلل النفسي والمؤرخ الفني إرنست كريس: «تطور الكاريكاتير من نكتة معقدة تلقى لإمتاع أصدقاء الفنان ليصبح سلاحًا اجتماعيًا يكشف القناع عن ادعاء القوة ويقتل بالسخرية.»
```
«فالكاريكاتير» كما يقولون «قد يكون معبرًا عن الشخص أكثر من نفسه.»
```

## موضوعات الكاريكاتير

### ملابس القذافي
تعد ملابس القذافي واحدة من أكثر الصور شيوعًا في الرسوم الكاريكاتورية المعبرة عن الثورة في ليبيا. وقد صاغ الزعيم الليبي لنفسه شكلاً مميزًا من الملابس يتميز برداء منسدل، وألوان غنية وعميقة، وقبعة صغيرة مستديرة، وحلي، وغيرها من الأمور المميزة. وقد تم إعلان القذافي «ملك الملوك» عام 2008 من قبل ما يقرب من 200 ملك إفريقي وغيرهم من الحكام الذين يدعمون رؤيته في تحقيق وحدة إفريقية، وعكست العديد من ملابسه هذه الصور «الملكية».
وخلال ثورة 17 فبراير عام 2011، انتقد العديد من المعارضين أسلوب القذافي في الملبس من أجل التحقير من شأنه وإعلان العداء له.

### شعر القذافي
كان شعر القذافي محلاً للسخرية المتكررة أيضًا في فن شوارع ليبيا. فقد كان شعر القذافي في حياته أجعد، وكان يتركه لينمو ويصبح طويلاً إلى حد ما وينساب من جانبي القبعة.
لهذا كان يطلق عليه معارضوه باستهزاء لقب «شفشوفة»، وهو تعبير بالعامية الليبية «للشعر السيء» أو «الشعر الضعيف المجعد».
كما أن «شفشوفة» يعد مصطلحًا قد ينطبق على «الفوضى» ومن أكثر الشعارات انتشارًا ضد القذافي أثناء الثورة هي: «شفشوفة، معليشي!» والتي تعني بالعربية «يا صاحب الشعر السيء، عذرًا!»amp;lt;ref>"Shafshoofa Maleshi - Tripoli is Free". مؤرشف من الأصل في 2012-10-25.</ref>

### الجرافيتي
صورت إحدى رسومات الجرافيتي المرسومة بالرذاذ في أحد شوارع طرابلس القذافي على أنه فأر، من خلال شعر «شفشوفة» وقبعته المميزة. وتستدعي الصورة نقد القذافي لخصومه ووصفهم «بالفئران»، كما ذكر في تقرير التلفزيون الأسترالي: «مرتديًا رداءً بنيًا موحدًا ووشاحًا وعمامة ونظارات، قام القذافي بتحريض العامة قائلاً» امسكوا الجرذان«، مشيرًا إلى المتظاهرين المناهضين للنظام.»

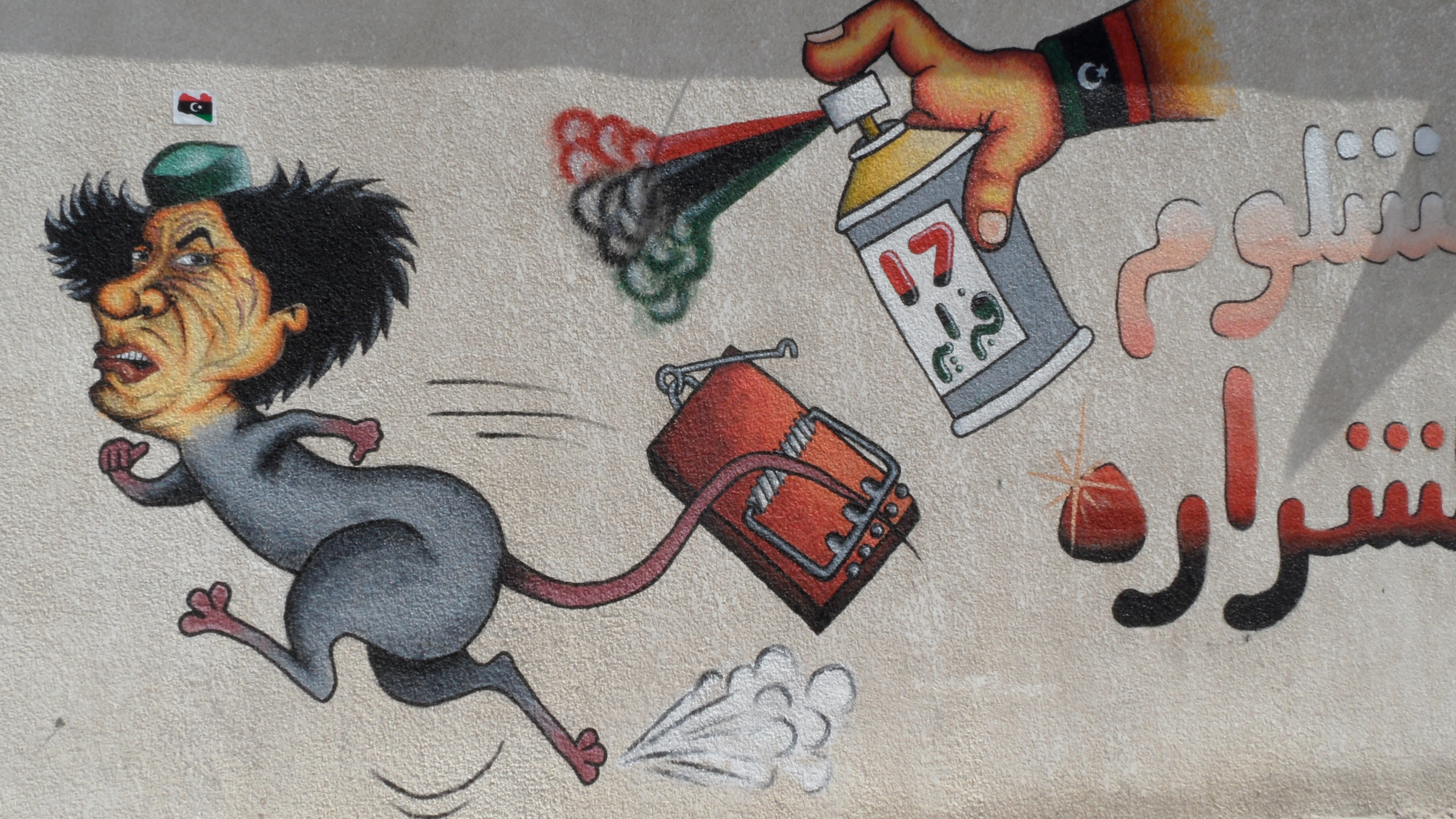
تصوير القذافي كجرذ على أحد الجدران بمدينة طرابلس

كتب كريستيان غروبر، خبير الفن الإسلامي في جامعة ميتشيغان، "غالبًا ما يرتبط فن الشوارع والجرافيتي بأعمال العنف"، متسببًا في "تفجير" سريع للمشهد الحضري، حيث إن الرسائل البصرية والنصية جزء لا يتجزأ من ترسانة الفنان. فما بين الصور التي تلصق في أي مكان وكل مكان إلى الصور المعروضة منفردة في المناطق رفيعة المستوى، يستخدم فنانو الجرافيتي معادلات فنية للقصف الشديد والضربات الإستراتيجية."

### الصور

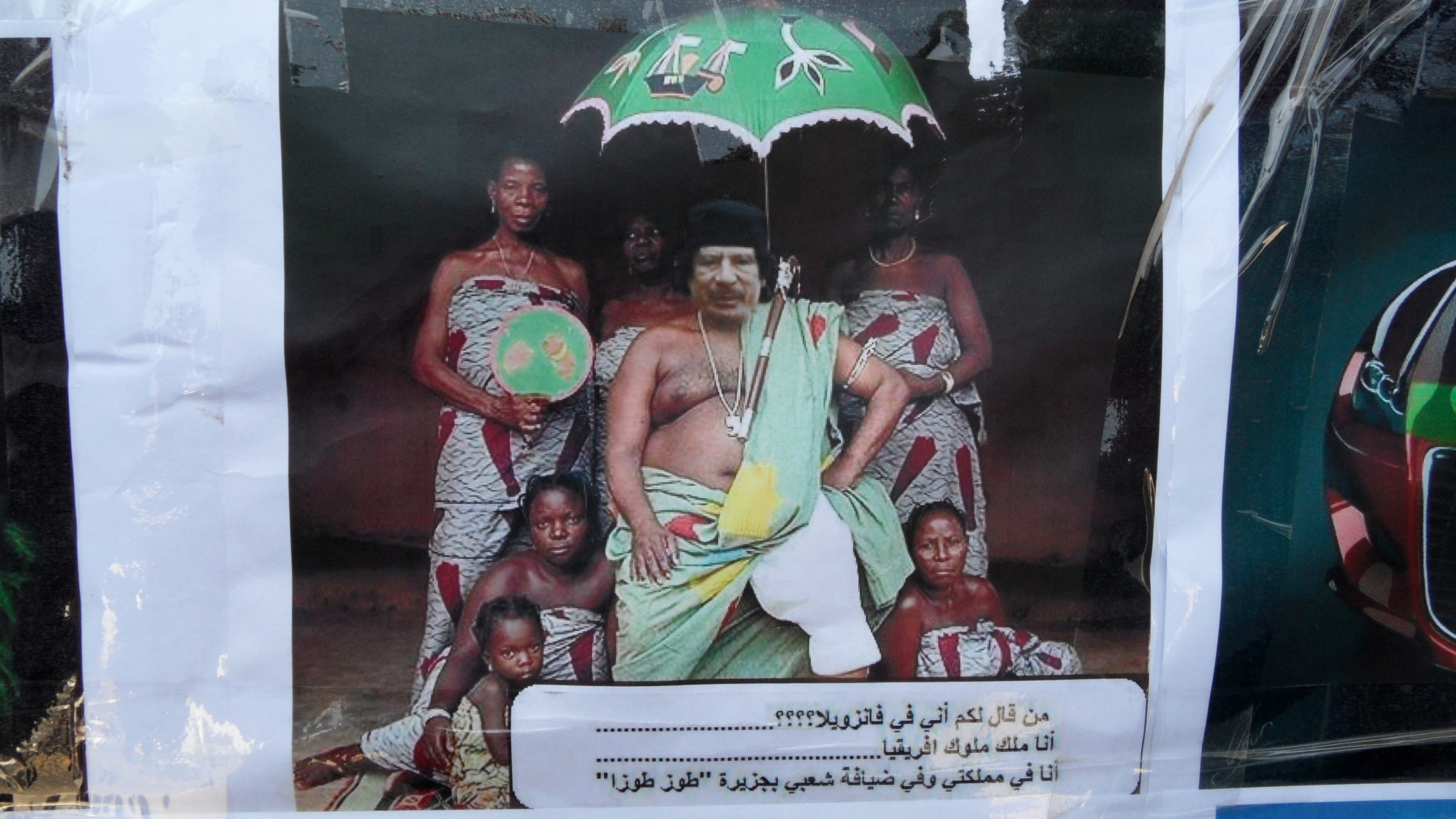
صورة معالجة تسخر من القذافي معلقة في متجر بطرابلس

تستخدم بعض الصور الساخرة من القذافي صورًا حقيقية، تم التلاعب بها لإهانة الحاكم. وفي إحدى الصور المعروضة في واجهة محل في شارع فشلوم بطرابلس، تم تركيب وجه القذافي على صورة ملك إفريقي، بجوار العديد من زوجاته. والصورة الأصلية هي لجوزيف لانغانفين، ملك داهومي في بنين، وقد التقطها دانييل لينيه في عام 1990.

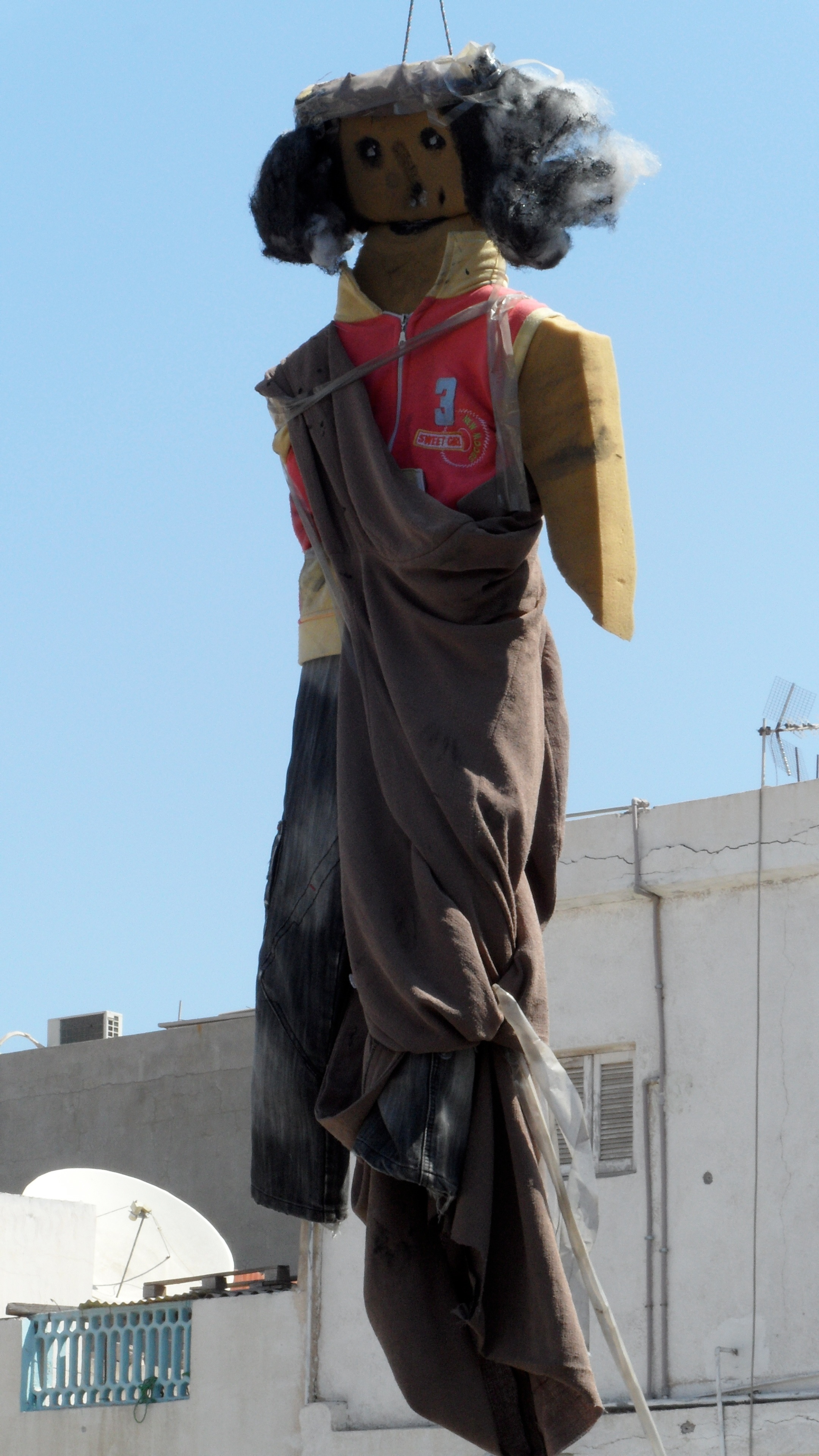
تصوير بسيط للقذافي معلقًا من أنفه

### التماثيل
أثناء الحرب وبعد انتهائها بفترة وجيزة، انتشرت صور للقذافي على شكل تماثيل في المدن الليبية.
وقد أطلق دانيل فريدبيرج، في إطار قوة الصور، على تنفيذ الإعدام في التماثيل الشخصية بيانًا رمزيًا: «فهي تجسد هذا النوع من العقاب الذي كان قد يتلقاه القذافي لو كان حاضرًا أو على قيد الحياة، أو حتى إنه يبالغ فيه.» 
في شارع فشلوم الذي تصطف على جانبيه المحال، علقت التماثيل المصورة للقذافي في الطريق على مرأى من الناس على الأرصفة والسيارات. حيث يصور القذافي في ردائه الفضفاض، معلقًا من رقبته.

## الإهانات الأخرى

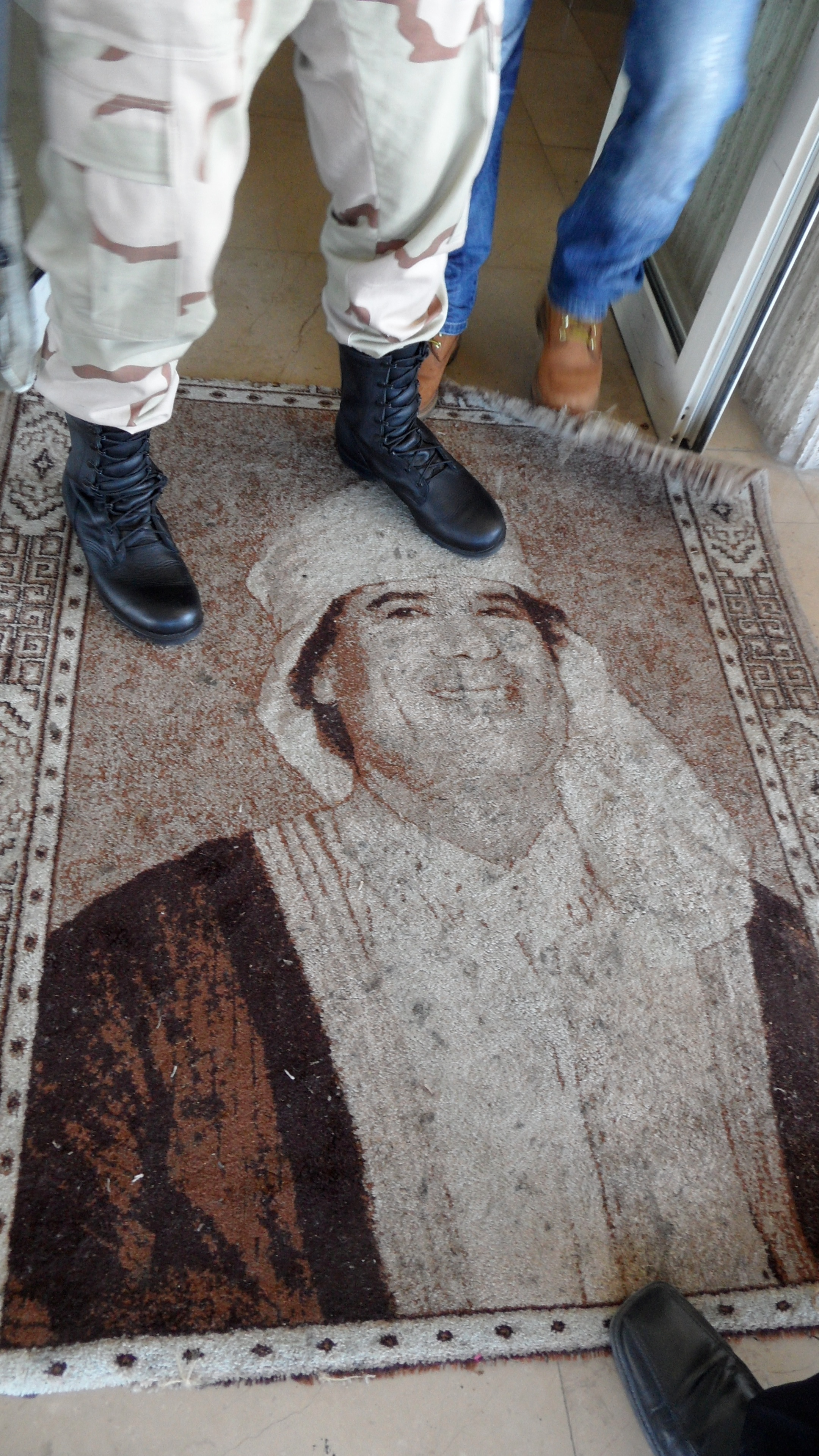
جندي ليبي يقف على صورة القذافي في فندق بطرابلس

أشار فريدبيرج إلى أنه «إذا كان من الممكن تكريم الشخص بصورة، فمن الممكن إهانته أيضًا بصورة.»
وأضاف «كما هو الحال مع صور الزعماء السياسيين، فإننا نتعامل مع الشعور، غير المعلن أحيانًا، على أساس أنه بتدمير تمثيل أو صورة الشخص، فإننا ندمر الشخص نفسه. فعلى الأقل، يراوده الشعور بأن بعضًا من خزي الإهانة أو التدمير قد لحق بالشخص المشار إليه.»
وتظهر هذه المشاعر في مقطع الفيديو الذي يصور اللحظة التي يحطم فيها المتظاهرون تمثال تخليد «الكتاب الأخضر» الذي ألفه القذافي كخلاصة وافية لفلسفته السياسية.

### الحذاء
في الصور الثورية الليبية، يوجد شكل آخر من أشكال الإهانة وهي تشويه صور القذافي التي كان الغرض منها تمجيده. فأن تدوس على شيء ما بحذائك يعني إهانتك لهذا الشيء في المجتمعات العربية، كما أن إظهار نعل الحذاء أو إلقائه إهانة خطيرة.
فعلى مداخل العديد من المباني العامة وضعت البُسُط والملصقات وغيرها من رسوم الحاكم على الأرض بطريقة تجعل من المستحيل تجنب أن تدوس على وجهه.
في الصورة إلى اليسار، يوجد جندي من الثوار يرتدي أحذية ثقيلة يقف على سجادة منسوجة عليها صورة للقذافي وضعت إستراتيجيًا عند عتبة الفندق.

### العلم الليبي
يستخدم علم ليبيا في الجرافيتي وغيرها من الصور كرمز مناهض للقذافي. حيث يرسم في كثير من الأحيان على الجدران، وواجهات المحال، وأبواب المرآب في العديد من المدن الليبية. وفي ليبيا الثورية وليبيا ما بعد الحرب، تمت خياطته في الملابس، واستخدم في عصابات المعصم والمجوهرات النسائية.
وكان العلم الليبي أثناء الحرب الأهلية، والعلم الحالي لليبيا هو علم المملكة الليبية الذي أدخل عام 1951، عندما حصلت ليبيا على استقلالها من إيطاليا. فاعتماده من جديد هو رفض للعلم الأخضر السادة غير المزين الذي اعتمده القذافي عام 1977، في إشارة بصرية «للكتاب الأخضر» الخاص بفلسفته السياسية.